# Idaea subherbariata
Idaea subherbariata là một loài bướm đêm trong họ Geometridae.